# Лу Шармель
Софія Керрі (фр. Sofia Querry; нар. 8 жовтня 1983, Франція), відома як Лу Шармель (фр. Lou Charmelle) — французька порноакторка туніського походження.

## Життєпис
Працювала медсестрою, після чого потрапила в порноіндустрію. З 2008 по 2016 рік знялася в 161 порнофільмі. 
В 2013 році зрежисувала фільм «Lou Charmelle: My Fucking Life». Також знялася в епізодичній ролі у французькій комедії «Славне містечко».

## Нагороди та номінації
| Рік  | Нагорода             | Категорія                   | Робота | Результат |
| ---- | -------------------- | --------------------------- | ------ | --------- |
| 2009 | Hot d'or             | Найкраща французька акторка |        | Номінація |
| 2009 | Hot d'or             | Найкраща французька акторка |        | Номінація |
| 2011 | AVN Award            | Іноземна акторка року       |        | Номінація |
| 2012 | AVN Award            | Іноземна акторка року       |        | Номінація |
| 2013 | Erotic Lounge Awards | Краща акторка               |        | Номінація |